# Caujac
Caujac település Franciaországban, Haute-Garonne megyében. Lakosainak száma 864 fő (2022. január 1.). Caujac Auterive, Cintegabelle, Esperce, Gaillac-Toulza és Grazac községekkel határos.

## Népesség
A település népességének változása:
| Lakosok száma | 343  | 324  | 373  | 503  | 843  | 833  | 837  | 850  | 856  | 864  |
|               | 1968 | 1982 | 1990 | 2006 | 2013 | 2015 | 2017 | 2019 | 2020 | 2022 |